# 小林宏晨
小林 宏晨（こばやし ひろあき、1937年7月11日 - ）は、日本の法学者。専門は、ドイツ基本法（憲法）・国際法・安全保障関係法・比較憲法・EU法。法学博士（ヴュルツブルク大学・論文博士）。日本大学名誉教授。防衛法学会顧問。比較憲法学会名誉理事。オーストリア一等学術栄誉賞受賞、瑞宝中綬章受章。元秋田県上小阿仁村村長。

## 人物
秋田県上小阿仁村出身で、秋田県立秋田高等学校を歴て上智大学を中退し、ヴュルツブルク大学、ジュネーヴ大学、パリ大学法学部博士課程でドイツ語、政治学、法学を学び、ヴュルツブルク大学でアウグスト・フォン・デア・ハイテ教授に師事して法学博士を授かる。帰国して上智大学で法学部助手、外国語学部教授を経て、日本大学法学部教授、慶應義塾大学大学院法学研究科などで教鞭をとった。
2006年（平成18年）9月5日に上小阿仁村村長選挙へ立候補を表明し、2007年1月に上小阿仁村へ転入する。2007年3月末に日本大学教授を退き、4月22日に24年ぶりの選挙戦で上小阿仁村村長に当選した。
村長就任後は大胆な政策で耳目を集めた。原発高レベル廃棄物処分場誘致の検討を訴えるも、知事や村議会の反対で断念する。刑期終了者の職業教育施設の誘致は、村内の慎重論で中断する。村内に光ファイバーを敷設する計画は実行した。職員給与を一部減額した資金を雇用創出基金に充てる構想は、後退して村長ら特別職給与の5％を原資に充てた。
2011年に村長の任期を満了し、村長選挙に立候補して落選する。
2018年に国際勝共連合創立50周年記念大会で、代表世話人として挨拶し、スパイ防止法制定、「家庭の価値」再生、日韓トンネル実現の国民運動、などを訴えた。

## 役職歴
- ボン大学客員教授
- 比較憲法学会理事長
- 防衛庁防衛研修所客員研究員
- 防衛学会理事
- 国際安全保障学会理事
- 防衛法学会理事
- 日独法学会理事
- 防衛施設庁中央審議会委員
- 日本学術会議推薦人
- 総務庁行政相談委員
- 日本能率協会国際部顧問
- 日独経済会議アドヴァイザー
- 日本戦略研究フォーラム政策提言委員

などを歴任。

## 受賞・受章
- オーストリア一等学術栄誉賞（2003年）
- 瑞宝中綬章（2017年）[4]

## 古稀記念論文集
- 『日本法学 小林宏晨教授古稀記念号－法と秩序をめぐる現代的課題－』（日本大学法学会）

## 著書
- 『自衛の論理』（泰流社）
- 『国防の論理－西ドイツの安全保障と憲法の関係－』（日本工業新聞社）
- 『東西体制比較』（振学社）
- ホセ・ヨンパルト『自然法と国際法』（未來社 訳書）
- 『良心の自由と国家』（政光プリプラン）
- ゲオルグ・イェリネック『一般国家学概論』（政光プリプラン 訳書）
- 『日本国憲法の平和主義』（政光プリプラン）
- 『共産主義の黒書考』（政光プリプラン）
- 『ドイツ憲法における「戦争」と「防衛」』（政光プリプラン）
- 『ドイツ連邦軍の海（域）外派遣』（政光プリプラン）
- 『補完原理：現代国家の成熟を目指して』（政光プリプラン）
- 『自衛権再考』（知識社　共著）